# Camarões (Almargem do Bispo)
Camarões é uma localidade portuguesa localizada na freguesia de Almargem do Bispo, Pero Pinheiro e Montelavar, em Sintra. Localiza-se no extremo oriental do concelho, fazendo fronteira com Caneças (Odivelas) e Loures. Do lado de Sintra, encontra-se próxima de Dona Maria, Almornos, Aruil e Negrais.
O lugar é conhecido pela sua romaria em honra de Nossa Senhora dos Enfermos, realizada no primeiro fim de semana de outubro numa pequena ermida que tem as suas origens no século XV, então inserida na Quinta dos Fetais e acompanhada de um pequeno casal nas proximidades. Possuía, em 1840, 40 fogos.
A origem do seu topónimo é incerta, existindo diversas hipóteses que sugerem a sua formação. Uma delas aponta para que derive das raízes do acónito, por se assemelharem a camarões. Outra, de raiz popular, aponta para que este topónimo se deva à albergaria existente no local devido às dimensões das camas aí disponíveis ou aos Camareiros que por ali pernoitavam quando iam a caminho do Convento de Mafra.[carece de fontes?] Por último, outra hipótese deriva do facto das terras onde se localiza a povoação serem ricas em ferro, provocando enfermidades (que explicam a devoção à padroeira do lugar) devidas à ingestão excessiva de ferro, causando (entre outros sintomas) pele bronzeada.